# Johannes Baptista Bots (1806-1874)
Johannes Baptista Bots (Helmond, 14 oktober 1806 - Helmond, 2 maart 1874) was een Nederlands politicus en Thorbeckiaans Tweede Kamerlid.
Bots was een Helmondse kantonrechter die als volgeling van Thorbecke lange tijd voor het district Eindhoven in de Tweede Kamer zat. Hij was eerder gedeputeerde van Noord-Brabant. In 1855, 1860 en 1870 waren tussentijdse verkiezingen nodig vanwege zijn herbenoeming tot kantonrechter.

## Tweede Kamer
| Periode |
| --- |
| 13-02-1849 t/m 19-08-1850 07-10-1850 t/m 19-09-1852 20-09-1852 t/m 25-04-1853 14-06-1853 t/m 20-09-1855 10-11-1855 t/m 16-09-1856 17-09-1856 t/m 14-09-1860 15-09-1860 t/m 18-09-1864 19-09-1864 t/m 21-08-1865 19-09-1865 t/m 30-09-1866 19-11-1866 t/m 02-01-1868 25-02-1868 t/m 19-09-1869 20-09-1869 t/m 25-08-1871 27-09-1871 t/m 14-09-1873 |